# Alexandru Curtean
Alexandru Paul Curtean (* 27. März 1987 in Sibiu) ist ein rumänischer Fußballspieler. Er steht seit Februar 2018 beim FC Hermannstadt in der Liga II unter Vertrag.

## Karriere
Die Karriere von Curtean begann bei Gaz Metan Mediaș, wo er im Jahr 2003 in den Kader der ersten Mannschaft kam, die seinerzeit in der zweiten rumänischen Liga, der Divizia B (seit 2006 Liga II), spielte. Nachdem er zunächst kaum berücksichtigt worden war, kam er ab der Saison 2005/06 verstärkt zum Einsatz, konnte sich aber nur selten über einen längeren Zeitraum als Stammspieler behaupten. Im Jahr 2008 gelang ihm mit seiner Mannschaft der Aufstieg in die Liga 1, die höchste Spielklasse Rumäniens. Dort wurde er endgültig zum Stammspieler von Gaz Metan und konnte in der Hinrunde 2008/09 sieben Treffer erzielen.
In der Winterpause verließ Curtean den Klub und schloss sich dem FC Timișoara an, der um die Tabellenspitze mitspielte. Nach der Vizemeisterschaft 2009 zog er in der darauf folgenden Saison mit seinem Klub in die Gruppenphase der Champions League ein. Die Saison 2009/10 schloss er mit seiner Mannschaft mit der Qualifikation zur UEFA Europa League ab, wobei er nur in der Hälfte der Spiele zum Einsatz kam. In der Spielzeit 2010/11 erkämpfte er seinen Stammplatz zurück, kam aber ab Oktober 2010 nur noch selten zum Einsatz. Am Saisonende errang er mit seiner Mannschaft hinter Oțelul Galați die Vizemeisterschaft. Seinem Klub wurde anschließend die Zulassung zur Saison 2011/12 verweigert, weshalb er in die Liga II absteigen musste. In der Winterpause 2011/12 verließ er Timișoara und wechselte zu Erstligist Dinamo Bukarest. Dort konnte er mit dem Pokalsieg 2012 seinen ersten Titel gewinnen.
Anfang 2014 wechselte er gemeinsam mit seinem Teamkollegen Srdjan Luchin zu Botew Plowdiw in die bulgarische A Grupa. Dort schloss er die Saison 2013/14 auf dem vierten Platz ab, was die Teilnahme an der Europa League bedeutete. Im September 2014 kehrte er zu Gaz Metan Mediaș zurück. Am Saisonende musste er mit Gaz Metan absteigen. Er schloss sich im Sommer 2015 Aufsteiger ACS Poli Timișoara an. Nach der Vorrunde 2015/16 verließ der Poli wieder und heuerte beim FK Atyrau in Kasachstan an. In Atyrau war er Stammspieler und schloss mit seiner Mannschaft die Vorrunde 2016 auf dem siebenten Platz ab. In der anschließenden Abstiegsrunde erreichte er den Klassenerhalt.
Anfang 2017 kehrte Curtean nach Rumänien zurück, wo er sich ein drittes Mal Gaz Metan anschloss, das mittlerweile wieder in der Liga 1 spielte. Nach dem Klassenerhalt 2017 kam er in der ersten Hälfte der Saison 2017/18 nur noch unregelmäßig zum Einsatz. Ende 2017 löste er seinen Vertrag auf und schloss sich Zweitligist FC Hermannstadt an.

## Erfolge
- Rumänischer Vizemeister: 2009, 2011
- Rumänischer Pokalsieger: 2012
- Aufstieg in die Liga 1: 2008